# Gălești (Mureș)
Pour les articles homonymes, voir Gălești.
Gălești (Nyárádgálfalva en hongrois, Gallendorf en allemand) est une commune roumaine du județ de Mureș, dans la région historique de Transylvanie et dans la région de développement du Centre.

## Géographie
La commune de Gălești est située dans l'est du județ, dans les collines de la Niraj, sur la rivière Niraj, à 7 km à l'ouest de Miercurea Nirajului et à 21 km au sud-est de Târgu Mureș, le chef-lieu du județ.
La municipalité est composée des six villages suivants (population en 2002) :
- Adrianu Mare (176) ;
- Adrianu Mic (61) ;
- Bedeni (174) ;
- Gălești (902), siège de la municipalité ;
- Maiad (414) ;
- Troița (824).

## Histoire
La première mention écrite du village date de 1501.
La commune de Gălești a appartenu au royaume de Hongrie, puis à l'empire d'Autriche et à l'Empire austro-hongrois.
En 1876, lors de la réorganisation administrative de la Transylvanie, elle a été rattachée au comitat de Maros-Torda.
La commune de Gălești a rejoint la Roumanie en 1920, au traité de Trianon, lors de la désagrégation de l'Autriche-Hongrie. Après le deuxième arbitrage de Vienne, elle a été occupée par la Hongrie de 1940 à 1944, période durant laquelle sa petite communauté juive fut exterminée par les nazis. Elle est redevenue roumaine en 1945.

## Politique
Le conseil municipal de Gălești compte 11 sièges de conseillers municipaux. À l'issue des élections municipales de juin 2008, Károly Karácsony (UDMR) a été élu maire de la commune.
| Parti                                      | Nombre de conseillers |
| ------------------------------------------ | --------------------- |
| Union démocrate magyare de Roumanie (UDMR) | 8                     |
| Parti Civique Hongrois (PCM)               | 3                     |

## Religions
En 2002, la composition religieuse de la commune était la suivante :
- Réformés, 34,31 % ;
- Unitariens, 32,92 % ;
- Catholiques romains, 20,95 % ;
- Chrétiens orthodoxes, 3,74 %.

## Démographie
En 1910, la commune comptait 9 Roumains (0,22 %) et 4 027 Hongrois (99,46 %).
En 1930, on recensait 335 Roumains (8,11 %), 3 687 Hongrois (89,27 %), 13 Juifs (0,31 %) et 89 Tsiganes (2,15 %).
En 2002, 44 Roumains (1,49 %) côtoient 2 752 Hongrois (93,60 %) et 141 Tsiganes (4,79 %). On comptait à cette date 1 271 ménages et 1 262 logements.
| 1850  | 1880  | 1900  | 1910  | 1930  | 1956  | 1977  | 1992  | 2002  |
| ----- | ----- | ----- | ----- | ----- | ----- | ----- | ----- | ----- |
| 3 317 | 3 411 | 3 947 | 4 049 | 4 130 | 4 566 | 3 561 | 2 963 | 2 940 |

| 2007  | - | - | - | - | - | - | - | - |
| ----- | - | - | - | - | - | - | - | - |
| 2 871 | - | - | - | - | - | - | - | - |

## Économie
L'économie de la commune repose sur l'agriculture.

## Communications

### Routes
La commune se trouve sur la route Târgu Mureș-Acățari-Miercurea Nirajului.

## Lieux et monuments
- Gălești, église du XVe siècle avec des peintures murales de 1498.

- Maiad, église du XIVe siècle et du XVIIIe siècle.

- Troița, église orthodoxe en bois du XIXe siècle.